# آيه كيو إنتراكتيف
آيه كيو إنتراكتيف (بالإنجليزية: AQ Interactive)‏ ، هي شركة يابانية لألعاب الفيديو تأسست عام 2005م وأعلنت إفلاسها رسمياً عام 2011م.

## وصلات خارجية
- الموقع الرسمي
 (archived from the original)
- AQ Interactive profile at آي جي إن
- LINKTHINK Inc. page